# 石霜寺
石霜寺（せきそうじ）は、中華人民共和国湖南省長沙市瀏陽市金剛鎮にある臨済宗系の寺院。

## 歴史
唐の乾符年間（874年-888年）に裴休により創建された。僖宗から「崇勝禅林」の額を賜った。当時の住職は釈慶諸であった。僖宗の三男の李震は、法名普聞で、法号竜湖、石霜寺に出家しました。寺の最盛期には、石霜寺が仏寺48所を管轄し、部屋5048間、僧侶800人余り、寺院は内八景と外八景があります。
宋朝、石霜楚円は寺院で事務を主宰しました。彼は二人の弟子楊岐方会と黄龍慧南を育成しました。楊岐方会は臨済宗楊岐派の創立者で、黄龍慧南は臨済宗黄龍派の創立者です。日本の明菴栄西と俊芿は石霜寺で仏法を学び、帰国して臨済宗と中厳宗を建立しました。
元朝と明朝、石霜寺は衰退した。
清の雍正13年（1735年）は大仏殿を重修した。乾隆59年（1794年）は山門、回廊を重修した。光緒5年（1879年）は大悲閣を重修した。
1923年には大雄宝殿（本堂）を重修した。
1978年、文化大革命が終わった後、瀏陽市人民政府は山門、天王殿、大雄宝殿、観音殿、玉仏殿、蔵経楼、祖師殿、伽藍殿、関聖殿などを重修しました。
1991年、台湾の釈唯一は資金を寄付して山門を新築しました。1993年、斎堂、禅堂を増築した。

## 伽藍
山門、天王殿、鐘楼、鼓楼、大雄宝殿、観音殿、玉仏殿、祖師殿、戒堂、方丈室、放生池、石霜楚円墓、飛来塔、万仏塔

## 主な住僧
- 釈慶諸（唐朝）
- 釈大善（唐朝）
- 百丈懐海（唐朝）
- 暉禅師（唐朝）
- 石霜楚円（宋朝）
- 楊岐方会（宋朝）
- 黄龍慧南（宋朝）
- 釈蓮尊（明朝）
- 釈定宗（民国）
- 釈法竜（民国）

## 文学

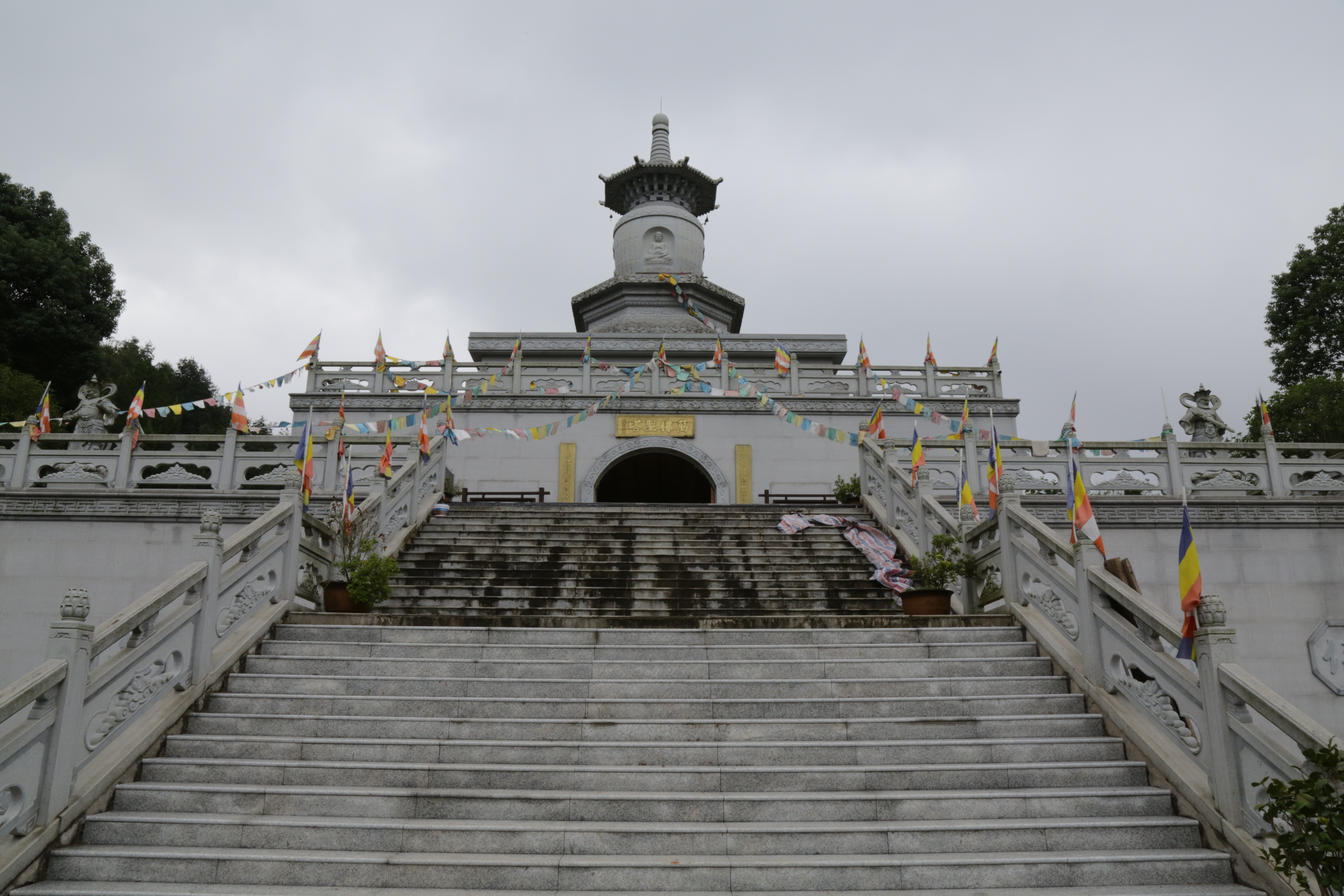
万佛塔。

宋の畢田『石霜寺』：
| 「 | 石上泉華噴猛霜、境奇因此辟禅房。 使君環笏留何用、枯木千余滿一堂。 | 」 |

清の徐旭旦『石霜寺』：
| 「 | 春深玉殿紫苔封、簇繞屏山翠幾重。 鳥識磬声仍下食、雲移潭影恰聞鐘。 龍華地変黄金界、鷲嶺南帰白社宗。 我愛遠公栖遁好、再来揮麈撫長松。 | 」 |

清の黄征有『虎爬泉』：
| 「 | 幾幅袈裟地、禅林托鉢初。 伝聞泉竭絶、曾費虎爬梳。 鴻雪猶留印、竜雲宛辟畬。 名山総神異、不必道憑虚。 | 」 |

## ギャラリー
- 天王殿。
- 大雄宝殿。
- 観音殿。
- 放生池。
- 鼓楼。
- 鐘楼。